# Uwe Karsten Groß
Uwe Karsten Groß (* 30. August 1930 in Oranienburg-Eden; † 17. Oktober 2015 in Braunschweig) war ein deutscher Organist, Interpret und Komponist.
Groß studierte von 1949 bis 1953 in Berlin bei Fritz Heitmann Musik mit dem Hauptfach Orgel. Nach dem Staatsexamen arbeitete er als Kirchenmusiker in Berlin. Von 1958 bis 1976 war Groß Kantor der St.-Katharinen-Gemeinde in Braunschweig. Nebenamtlich war er von 1963 bis 1969 Dozent für Orgel bei internationalen Fortbildungskursen in Siena und Orgellehrer an der Pädagogischen Hochschule Braunschweig (heute Technische Universität Braunschweig). 1966 erhielt er von der Landesregierung Niedersachsens den Förderpreis für Musik.
Ab 1969 unterrichtete Groß an der Hochschule für Kirchenmusik der Evangelischen Kirche von Westfalen in Herford, die damals unter der Leitung von Wilhelm Ehmann stand. 1976 wurde Groß als dessen Nachfolger zum Leiter der Hochschule mit dem Titel Kirchenmusikdirektor ernannt. Während seiner Amtszeit knüpfte er weltweit Kontakte mit anderen Künstlern und Einrichtungen und erreichte 1991 die staatliche Anerkennung der Westfälischen Hochschule für Kirchenmusik. Gleichzeitig wurde er zum Rektor und Professor ernannt.
Nach seiner Pensionierung (1994) zog Groß nach Braunschweig. Für seine Verdienste um die internationale Völkerverständigung (besonders durch seine Kontakte in die DDR, nach Polen und Ungarn) wurde er 1995 mit dem Bundesverdienstkreuz am Bande ausgezeichnet.
Uwe Karsten Groß war der jüngste Sohn des Bildhauers und Predigers Wilhelm Groß. Er bemühte sich um das weit verstreute hinterlassene künstlerische Werk seines Vaters. Auch im Ruhestand spielte er regelmäßig bei Gottesdiensten, Andachten und Konzerten. Außerdem gab er beim Bärenreiter-Verlag die Reihe Jazz Inspirations for Organ heraus.
Uwe Karsten Groß starb am 17. Oktober 2015 in Braunschweig im Alter von 85 Jahren.